# Sirith
El Sirith es un río ficticio creado por el escritor británico J. R. R. Tolkien para ambientar parte de los hechos de El Señor de los Anillos.

## Geografía ficticia
El Sirith surca el sur de Gondor, siendo uno de los cinco que forman la región del Lebennin. Nace por la confluencia del río Celos y del Tumladen y vuelca sus aguas al Anduin. En su unión con el Río Grande se encuentra la ciudad de Pelargir.

## Etimología y significado del nombre
Según Tolkien, su nombre significa simplemente ‘una corriente vigilante’ compuesta por la palabra tirith por lenición sirith (‘vigilante’, ‘guarda’), a partir de la raíz tir- (‘vigilar’). 